# Stichblatt

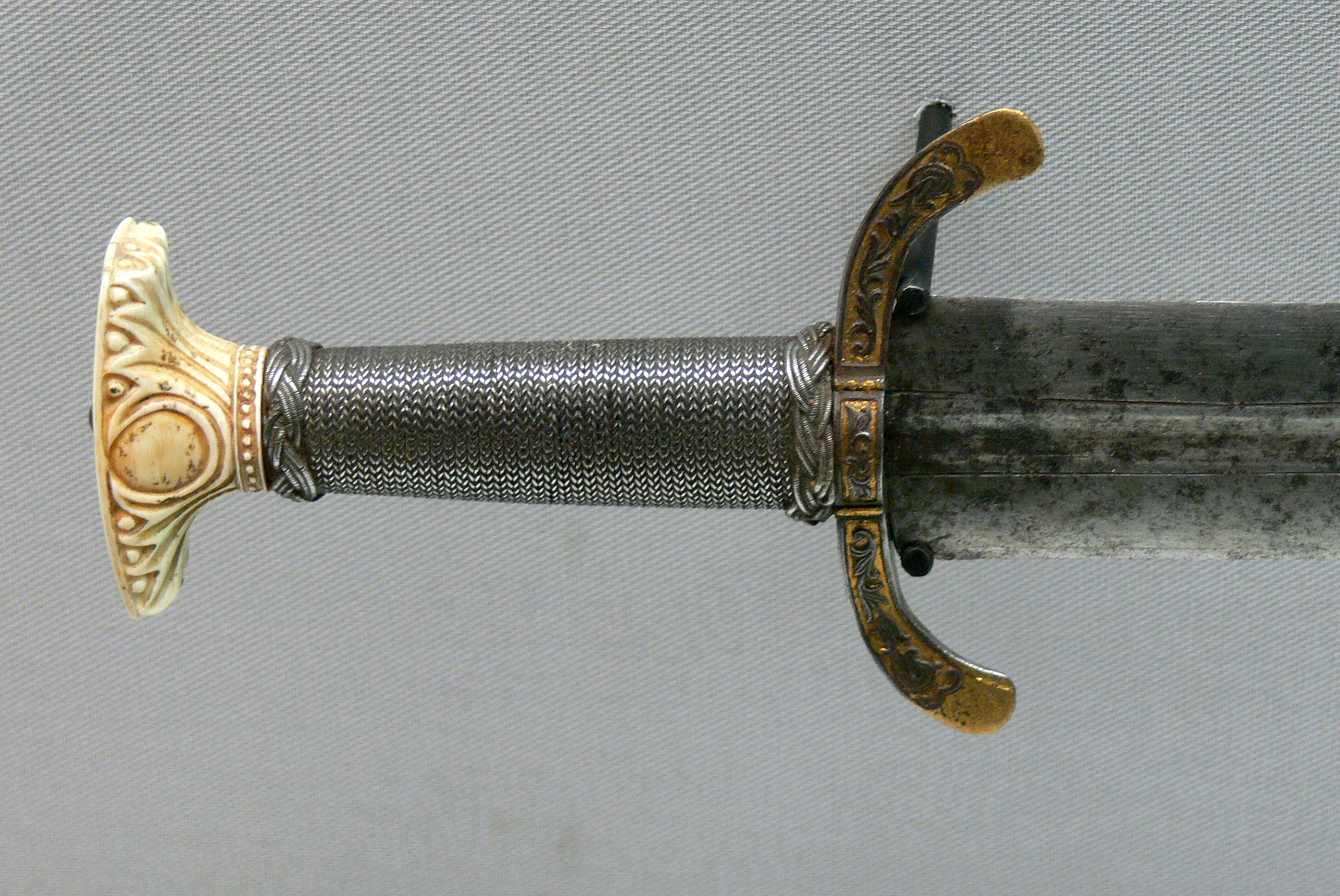
Schwert mit Parierstange

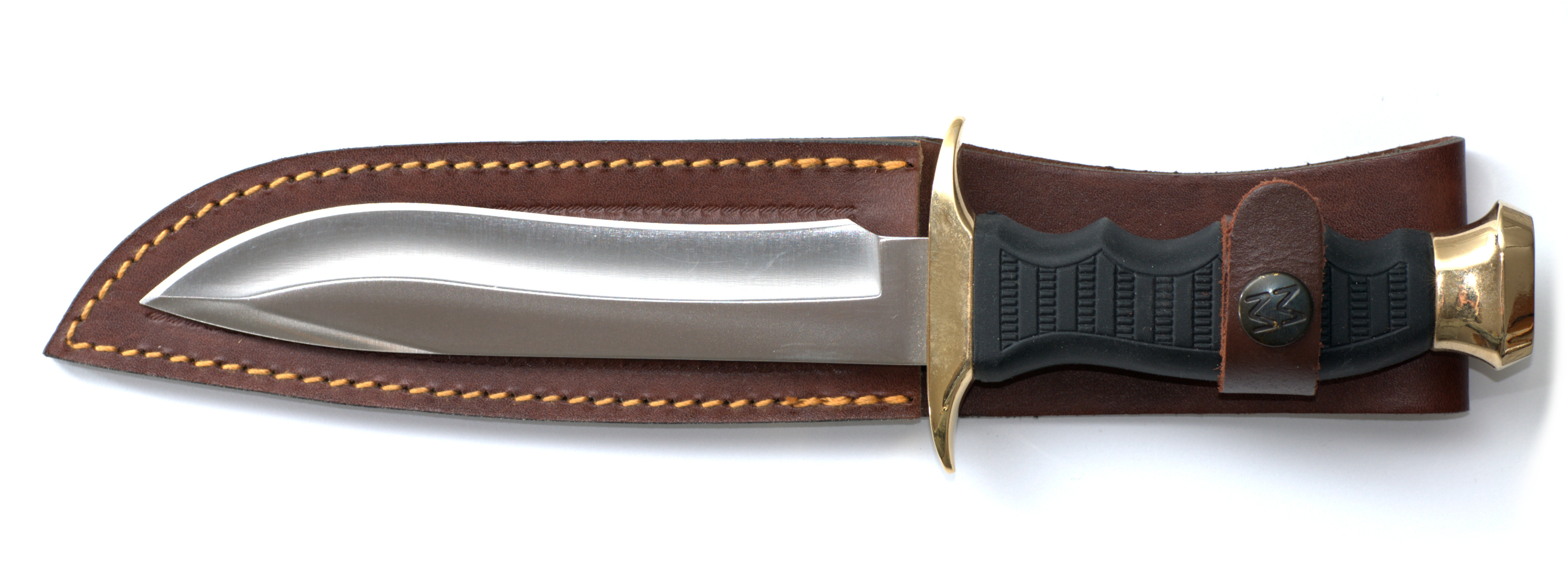
Fahrtenmesser mit Stichblatt

Als Stichblatt (auch Parierscheibe, bei Sportfechtwaffen Glocke) wird ein scheibenförmiger Handschutz bei Blankwaffen bezeichnet, der zwischen Griff und Klinge sitzt. Bei schwertähnlichen Blankwaffen wurde statt eines Stichblattes meistens eine Parierstange als Handschutz verwendet. Eine bekannte Form des Stichblattes ist zum Beispiel das Tsuba des japanischen Katana. Der Übergang von Parierscheibe zu Parierstange ist dabei fließend.
Bei Küchen- oder Fleischermessern, Hirschfängern und ähnlichen Werkzeugen sind Stichblätter weniger ausgeprägt aber manchmal vorhanden. Üblicherweise werden heute Griff oder Hinterkante der Schneide so ausgebildet, dass sie die Hand vor einem versehentlichen Rutschen auf die Klinge schützen.